# Downtown Cleveland
Downtown Cleveland è il quartiere degli affari di Cleveland, Ohio, Stati Uniti. Centro economico e culturale della città e dell'area metropolitana di Cleveland, è il quartiere più antico di Cleveland, con la sua piazza pubblica progettata dal fondatore della città, il generale Moses Cleaveland, nel 1796.